# Carlos Khuen-Héderváry
El conde Carlos Khuen-Héderváry de Hédervár (en húngaro: Khuen-Héderváry Károly) (23 de mayo de 1849-16 de febrero de 1918) fue un político húngaro, gobernador (ban) de la región autónoma de Croacia del Reino de Hungría a finales del siglo XIX y varias veces primer ministro húngaro. Su gobierno de Croacia se caracterizó por el gran impulso que dio a la magiarización del país.

## Origen
Hijo del conde Antal Khuen de Bélasi (1817-1886). En 1873 murió el conde Héder Viczay de Hédervár, un pariente lejano de la familia Khuen, y en su testamento, le dejó como herencia todos sus bienes a la familia al ser sus únicos parientes. De esta forma, los Khuen tomaron también el antenombre nobiliario de los Vizcay y así se volvieron Khuen-Héderváry. 

## Ban de Croacia-Eslavonia
Tras el acuerdo entre el emperador Francisco José y la nobleza húngara en 1867 (Ausgleich), el imperio quedó en la práctica dividido en dos, quedando Croacia-Eslavonia bajo control húngaro. El acuerdo de 1868 (Nagodba) estableció las relaciones entre el Gobierno central magiar de Budapest y la región. Aunque los símbolos nacionales croatas permanecieron, el poder real quedaba en manos del Gobierno húngaro que, además, nombraba gobernador (ban), quedando el Parlamento croata (sabor), reducido a la gestión de algunas cuestiones internas, sin controlar siquiera la política comercial o el principal puerto de la región, Fiume. Aunque el acuerdo de 1867 y su plasmación en Croacia-Eslavonia en el de 1868 debilitaron las tendencias unitarias de los territorios de población croata y reforzaron a los partidarios del pacto con Budapest, sólo con el nombramiento de Khuen-Héderváry obtuvieron el control total de la política en la región.

Regiones austrohúngaras tras el Ausgleich de 1867. Khuen-Héderváry fue gobernador de Croacia-Eslavonia durante 20 años, oponiéndose a las corrientes nacionalistas croatas y yugoslavas.

Los veinte años de gobierno de Khuen-Héderváry se caracterizaron por el absolutismo de su administración, su defensa del sistema dual de 1867 y la utilización para ello de métodos represivos. Khuen-Héderváry acosó a la oposición y defendió el mantenimiento de la separación de los territorios de población croata, negándose a la unificación de Dalmacia (parte de la Cisleitania) o Bosnia-Hercegovina (desde la ocupación de las provincias en 1878) con Croacia-Eslavonia.
Su poder se basaba en el Nagodba de 1868, el control de la administración, el respaldo de algunas figuras croatas y del partido serbio (fundado en 1881 y símbolo del deterioro de las relaciones serbo-croatas en la provincia). Las desavenencias entre los políticos serbios, opuestos a las medidas secularizantes del gobierno regional que veían como un ataque a la Iglesia ortodoxa serbia y la anexión de Bosnia a Croacia, fueron aprovechadas por Khuen-Héderváry. Este se presentó como el pacificador de las dos comunidades, tratando así de debilitar a los nacionalistas croatas agrupados alrededor de la figura de Ante Starčević. Durante su gobierno de la región, se apoyó en la minoría serbia, a la que otorgó escuelas, puestos en la administración pública y la presidencia del parlamento autónomo (Sabor), con el fin de fomentar la discordia entre los dos elementos eslavos de la región.
Estos pasaron de la oposición total al gobierno imperial de Viena a tratar de utilizar a este como contrapeso del poder de Khuen-Héderváry. El nuevo dirigente de la oposición Josip Frank, cambió la política de oposición de su predecesor Starčević para lograr el apoyo del emperador contra el gobierno de Budapest y el gobierno de serbia, aumentando así las tensiones serbo-croatas en la región.
Las medidas magiarizantes de Khuen-Héderváry, como el uso del magiar y o de los símbolos nacionales húngaros como oficiales junto con los puramente croatas, hicieron que la joven intelectualidad de la provincia comenzase a ver en el enfrentamiento serbo-croata un obstáculo a una eficaz oposición a la política del ban, alejándose de la postura de Frank.
Su política de asimilación magiar se enfrentó a numerosas protestas, como la ocurrida durante la visita del emperador Francisco José en 1895. Durante la inauguración del Teatro Nacional Croata, a la que asistía el monarca, un grupo de estudiantes situados junto a la estatua del ban Jelačić quemó la bandera húngara. El futuro dirigente croata Stjepan Radić, cabecilla del grupo, se labró su fama como opositor de Khuen-Héderváry.
Coincidiendo con la disputa entre el emperador y el gobierno de Budapest a propósito del ejército común austrohúngaro y tras unos disturbios en su contra en la primavera de 1903, fue relevado de su puesto y nombrado primer ministro de Hungría, repitiendo de nuevo antes del estallido de la Primera Guerra Mundial. Sus sucesores en el gobierno de la provincia mantuvieron la esencia del sistema creado por Khuen-Héderváry, aunque hubieron de moderar las formas.

## Primer gabinete
El nombramiento de Khuen-Héderváry como primer ministro de Hungría tuvo también que ver con la crisis estatal a causa del ejército común. El primer ministro anterior, Colomán Széll, no había logrado someter a la oposición en su postura de estorbar un modesto incremento de los efectivos húngaros del ejército, por el que habían exigido la aplicación de condiciones que, en la práctica, casi suponían la  creación de un ejército húngaro independiente, algo inaceptable para el emperador y dimitió el 16 de junio de 1903. La incapacidad del candidato de Széll, Esteban Tisza para lograr los apoyos suficientes para formar un nuevo gabinete dieron la oportunidad a Khuen-Héderváry de alcanzar el gobierno, gracias a su fama de hombre decidido y buen administrador que tenía en Budapest gracias a su larga etapa al frente del gobierno autónomo de Croacia-Eslavonia.
Khuen-Héderváry logró alcanzar un acuerdo con el moderado dirigente del partido del 48, Ferenc Kossuth, hijo del famoso revolucionario. Este pacto, sin embargo, fracasó cuando parte de los supuestos partidarios de Kossuth mantuvieron sus prácticas de obstrucción en el parlamento, ignorando a su supuesto caudillo. La actitud poco conciliadora del emperador hacia las susceptibilidades nacionalistas magiares no ayudaron a Khuen-Héderváry que, incapaz de resolver el conflicto entre aquel y la oposición más nacionalista magiar, dimitió en septiembre de 1903. Le sucedió Esteban Tisza que parecía cercano a lograr un acuerdo entre las posturas del emperador y de la oposición nacionalista húngara.

## Intermedio y segundo gabinete
Tras su renuncia, el gobierno de Tisza y la derrota de este en las elecciones, que llevaron al poder a una coalición de los opositores más duros al acuerdo con la corte de Viena, Khuen-Héderváry se contó entre los adversarios del nuevo gobierno, maniobrando para lograr su caída.

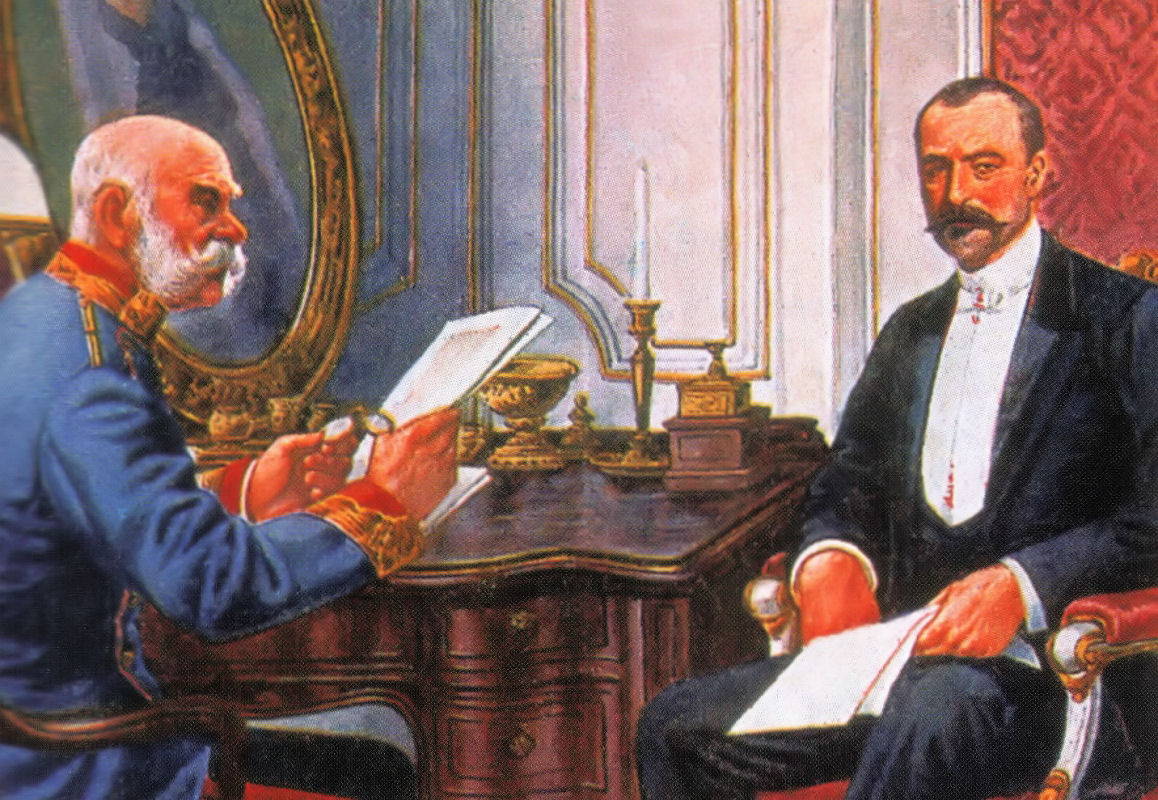
El emperador austrohúngaro Francisco José, izquierda, junto a Esteban Tisza, principal figura política húngara de la época, a la que Khuen-Héderváry sirvió a menudo de fachada oficial durante los años anteriores a la Primera Guerra Mundial, aunque defendiendo habitualmente posturas más conciliadoras.

Tras la desintegración de la coalición por las desavenencias de sus miembros fue nombrado de nuevo primer ministro de Hungría el 7 de enero de 1910. Aceptó el nombramiento real únicamente tras lograr el respaldo de su correligionario Esteban Tisza que, en aquellos momentos, trataba de impedir el acuerdo de otro político, Ladislao Lukács con el opositor Gyula Justh basado en la concesión a la población del sufragio universal masculino. Tisza aceptó el nombramiento de Khuen-Héderváry para evitar el de Lukács, cuyo proyecto de ampliación del censo electoral rechazaba. Khuen-Héderváry confesó aceptar el cargo como preludio al regreso de Tisza al gobierno.
La mayoría de los miembros de su nuevo gobierno provenían del Partido Liberal, fundado por el padre de Tisza. El programa de gobierno era prácticamente el de los partidarios del Ausgleich de 1867, a excepción de la promesa de tratar de conceder el sufragio universal, condición del emperador para nombrar a Khuen-Héderváry y única que Tisza no compartía. Este, sin embargo, decidió apoyar al gabinete de Khuen-Héderváry mientras en el resto de asuntos mantuviese el rumbo que deseaba, mientras se preparaba para regresar al frente del gobierno.
Khuen-Héderváry ayudó activamente a Tisza a preparar a su regreso al poder, mejorando temporalmente las relaciones con las minorías del Reino e incluso con los socialdemócratas, haciendo ciertas promesas bien recibidas y respaldando el nuevo Partido del Trabajo Nacional de Tisza. que logró, con cierta ayuda de la presión gubernamental sobre el escaso electorado, una gran victoria en las elecciones de junio de 1910, derrotando claramente a la oposición que propugnaba reformas más radicales (sufragio universal, acuerdo con las minorías,etc). La utilización de la obstrucción parlamentaria por parte de la oposición derrotada, sin embargo, anuló en parte el gran triunfo de Tisza y este y Khuen-Héderváry defendieron la aplicación de medidas duras contra esta estratagema que retardaba la aprobación de las nuevas leyes militares acordadas con el emperador. Parte del partido, sin embargo, defendió una actitud más conciliadora, que fracasó. Durante esta época Tisza y no Khuen-Héderváry era el verdadero centro de poder del partido y de Hungría, influyente incluso en la corte imperial de Viena.
La disputa entre el partido gubernamental, dirigido por Tisza aunque sin cargo oficial, y la oposición, dispuesta a utilizar el reglamento parlamentario para impedir la aprobación de leyes que consideraba desfavorables pero que el emperador reclamaba para reforzar el ejército del país, se prolongó a lo largo de los primeros años de la década de 1910, enfureciendo a Tisza y poniendo a prueba las famosas dotes de negociación de Khuen-Héderváry. Este, en un intento de aplacar a la oposición y llegar a un acuerdo con ella, cometió el error de prometer cambios en el control del emperador sobre el ejército común austrohúngaro, fallo que llevó a Francisco José a amenazar con abdicar y, el 17 de abril de 1912 a aceptar la renuncia de Khuen-Héderváry, incapaz de lograr una tregua con la oposición en el parlamento. Fue sustituido por el hombre de confianza del emperador en el Reino, Ladislao Lukács.
Durante su gobierno, en 1910, se había añadido al programa del partido la promesa de aprobar el sufragio universal masculino pero, por la gran oposición de parte del partido, incluido el crucial Tisza, nunca se llegó a aprobar en su mandato ni en el de su correligionario y sucesor, Lukács.